# Ernesto Laguardia
Ernesto Laguardia (Ciudad de México, 5 de octubre de 1959) es un actor y presentador de televisión mexicano.

## Biografía
Ernesto Laguardia Longega consiguió su primer papel protagónico en la telenovela Quinceañera al lado de Adela Noriega y Thalía; a partir de entonces se colocó en el gusto del público y hasta la fecha ha participado en veintiuna telenovelas.
Ernesto estudió dirección y producción de cine y televisión en la Universidad de Nueva York y desde 1996 desarrolla proyectos a través de su firma Foro 3 S.C. y Producciones Ernesto Laguardia en las que representa artistas y produce teatro y televisión.
En 2002 y parte de 2003 participó como anfitrión del programa de concursos  El Club al lado de Adriana Riveramelo. Después se integró a la conducción del programa de revista Hoy. El mismo año fue llamado por la productora Carla Estrada para que se integrara a la telenovela Amor real, en la cual interpretó a un villano.
En 2005, intercalando la conducción de Hoy, Ernesto es llamado nuevamente por Carla Estrada para interpretar a Cristóbal en la telenovela Alborada. El 19 de mayo de 2007 se casó con Patricia Rodríguez con quien procreó 3 hijos Bárbara que nació el 26 de octubre de 2007, Santiago que nació el 4 de marzo de 2009 y Emiliano que nació el 11 de marzo de 2011.
En 2008, Ernesto regresó a la emisión matutina Hoy y realizó una pequeña participación en la telenovela Fuego en la sangre,  también ha incursionado en el doblaje, siendo la voz en español del personaje de Bolt de la película Bolt: Un perro fuera de serie.
En el 2011 participa como conductor y jurado del programa Protagonistas de Novela para la televisora Univision.
En 2012, regresa a las telenovelas en el papel de antagonista en la telenovela Corona de lágrimas.
En 2015 regresa otra vez a las telenovelas como protagonista de Amores con trampa, para darle vida a Santiago Velasco y compartiendo créditos con Itatí Cantoral, Eduardo Yáñez y África Zavala.
En 2017, ingresa a las filas de TV Azteca para participar en la telenovela Las malcriadas.
En 2018 se une a Telemundo y forma parte de la quinta temporada de la serie Señora Acero.
En 2019 regresa a Televisa siendo parte del elenco de la bioserie Silvia Pinal, frente a ti donde interpreta a Tulio Hernández Gómez, el último esposo de la actriz Silvia Pinal.

## Filmografía

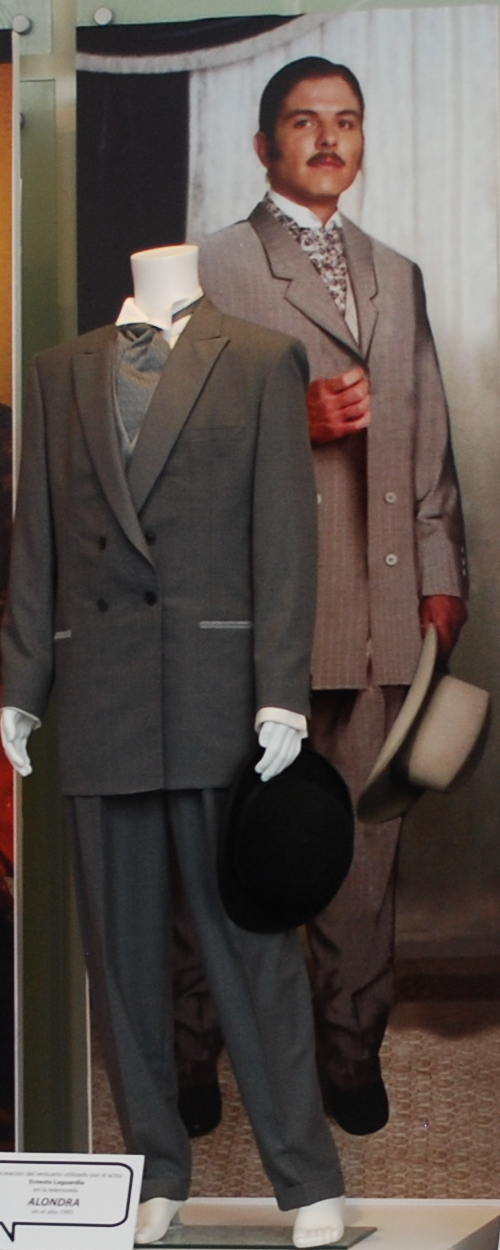
Uno de los trajes que Laguardia usó para Alondra (1995), y una fotografía de él usándolo.

### Televisión
- Amanecer (2025) - Íñigo Tarragona[1]
- Papás por conveniencia (2024) - Jason Angarita[2]
- El Junior: El Mirrey de los Capos (2023)[3]
- El Galán (2022) - Juan Ángel Apolo[4]
- Contigo sí (2021-2022) - Gerardo Vega[5]
- Historia de un crimen: La búsqueda (2020) - Gilberto Torres de León[6]
- Silvia Pinal, frente a ti (2019) - Julio Fernández
- Señora Acero (2018-2019) - Arturo Landino, el Amable[7]
- Las malcriadas (2017-2018) - Mario Espinosa
- Amores con trampa (2015) - Santiago Velasco
- Estrella2 (2015) - Varios personajes (Invitado)
- Corona de lágrimas (2012-2023) - Rómulo Ancira[8]
- Una familia con suerte (2011-2012)
- Fuego en la sangre (2008) - Juan José Robles
- Amor sin maquillaje (2007)
- Mundo de fieras (2006-2007) - Leonardo Barrios
- Alborada (2005-2006) - Cristóbal de Lara Montemayor y Robles
- Amarte es mi pecado (2004) - Conductor de televisión
- Amor real (2003) - Humberto Peñalver y Beristáin Curiel
- Amigas y rivales (2001) - Él mismo
- Aventuras en el tiempo (2001) - Ignacio Allende
- Amigos x siempre (2000) - Salvador Vidal Ruvalcaba
- Cuento de Navidad (1999-2000) - Miguel Méndez
- Gotita de amor (1998) - Dr. Alberto
- Desencuentro (1997-1998) - Luis Torres
- María Isabel (1997) - Luis Torres (Cameo)
- Mi querida Isabel (1996-1997) - Juan Daniel Márquez Riquelme
- La antorcha encendida (1996) - Gral. Ignacio Allende
- Lazos de amor (1995-1996) - Bernardo Rivas
- Alondra (1995) - Carlos Támez
- Los parientes pobres (1993) - Jesús Sánchez "Chucho"
- La sonrisa del diablo (1992) - Rafael Galicia
- Cenizas y diamantes (1990-1991) - Julián Gallardo
- Flor y canela (1988-1989) - Pablo
- Quinceañera (1987-1988) - Pancho
- Tiempo de amar (1987) - Héctor
- Pobre juventud (1986-1987) - Muelas
- Marionetas (1986) - Sergio
- Cautiva (1986) - Sergio
- Los años pasan (1985) - Cuco
- La fiera (1983-1984) - Raúl

## Cine
- Bolt: Un perro fuera de serie (2008) - Bolt
- De noche vienes, Esmeralda (1997)
- Principio y fin (1993) - Gabriel Botero Gabrielito
- Novia que te vea (1993) - Eduardo Saavedra
- Cambiando el destino (1992) - Don Antonio Berumen (Representante)
- ¡Aquí Esppantan! (1993) - Alejandro
- Ladrones de tumbas (1990) - Manolo Andrade
- Dune (1984) - Flowers guy

## Conducción
- Celebrando a la Virgen de Guadalupe (2022)[9]
- Chabelo, gracias por siempre (2019)
- Fiesta Mexicana (2015)
- Protagonistas de Novela (2011)
- Chespirito, gracias por siempre (2014)
- Feria Tabasco (2007)
- En familia con Chabelo (2003 - 2011)
- Teletón México (2001-2015)
- Código F.A.M.A. internacional (2005)
- Código F.A.M.A., tercera edición (2004)
- Código F.A.M.A., segunda edición (2003)
- Código F.A.M.A., primera edición (2002)
- Hoy (2003-2013)

## Teatro
- El tiempo vuela - Monólogo (2009)
- Conversando con el diablo- Producción César Perrín(2025)

## Comerciales
- Bacardi (1981)
- Kranky de Ricolino (1985)
- Hoy promocionando el tema Mucha Lucha con Chicos De Barrio (2002)

## Premios y nominaciones

### Premios TVyNovelas
| Año  | Categoría                        | Telenovela            | Resultado |
| ---- | -------------------------------- | --------------------- | --------- |
| 2006 | Mejor actor de reparto           | Alborada              | Ganador   |
| 2006 | Mejor conductor                  | Hoy                   | Nominado  |
| 2004 | Mejor actor de reparto           | Amor real             | Ganador   |
| 2001 | Mejor actor protagónico          | Amigos x siempre      | Nominado  |
| 1997 | Mejor actuación sobresaliente    | La antorcha encendida | Ganador   |
| 1996 | Mejor actor protagónico          | Alondra               | Nominado  |
| 1994 | Mejor actor protagónico          | Los parientes pobres  | Nominado  |
| 1991 | Mejor actor joven                | Cenizas y diamantes   | Nominado  |
| 1989 | Mejor actor joven                | Flor y canela         | Ganador   |
| 1988 | Mejor actor joven                | Quinceañera           | Ganador   |
| 1985 | Mejor actor debutante de comedia | Cachún cachún ra ra!  | Ganador   |

### Premios El Heraldo de México
| Año  | Categoría                        | Película        | Resultado |
| ---- | -------------------------------- | --------------- | --------- |
| 1995 | Mejor revelación cinematográfica | Principio y fin | Ganador   |

### Premios ACE
| Año  | Categoría                              | Telenovela   | Resultado |
| ---- | -------------------------------------- | ------------ | --------- |
| 1999 | Figura Internacional Masculina del Año | Desencuentro | Ganador   |

### Galardón a los Grandes 2011
| Categoría   | Persona           | Resultado |
| ----------- | ----------------- | --------- |
| Trayectoria | Ernesto Laguardia | Ganador   |

### Premios Bravo
| Año  | Categoría              | Telenovela         | Resultado |
| ---- | ---------------------- | ------------------ | --------- |
| 2013 | Mejor actor antagónico | Corona de lágrimas | Ganador   |

## Participación en la política
Fue la imagen pública de gobierno del Estado de Coahuila durante el gobierno de Humberto Moreira Valdés. De igual forma participó en la campaña del PRI en Coahuila en el 2011.